# Flaki (Pieniny)
Flaki (także Palenica) – szczyt w Pieninach Czorsztyńskich. Znajduje się na południe od głównego grzbietu Pienin, oddzielony od niego przełęczą Sromowska Sajba (705 m); pomiędzy dolinami Głębokiego Potoku i potoku Lęborgowy. Grzbiet jest podłużny, przebiega w przybliżeniu równoleżnikowo i ma dwa wierzchołki; wschodni Flaki i niższy zachodni Polenica (803 m). Jest pokryty w większości lasem, ale w jego południowych stokach występują dość duże odsłonięcia skalne: Długa Grapa, Cisowiec i Babiakowa. Poniżej stoków południowo-zachodnich przy szosie Krośnica–Niedzica oraz południowych, na granicy z polami uprawnymi Sromowiec Wyżnych znajduje się widoczny z szosy pas skał zwanych Cisowcami. Są to: Mały Cisowiec, Duży Cisowiec i Zamczysko. Pomiędzy nimi a Flakami znajdują się polany: Za Cisowcem i Pod Zamczyskiem, u południowo-wschodnich podnóży polana Podstosie. Na północnym stoku natomiast rozległy zespół dwóch polan: Zaukierze i Nadstosie.
Nazwa jest bardzo stara, występuje w dokumentach z 1619. Nadana została prawdopodobnie przez osadników niemieckich, w języku sasko-spiskim Fleck, Flecken oznacza pólko lub polankę wyrąbaną w lesie. Według ludowych podań wyjaśnienie nazwy jest inne: „Wilki tam owce napadły i potargały, ostały ino flaki”.
Flaki znajdują się w granicach wsi Sromowce Wyżne w województwie małopolskim, w powiecie nowotarskim, w gminie Czorsztyn. Są to tereny będące własnością prywatną, ale po II wojnie światowej włączone do obszaru Pienińskiego Parku Narodowego. Nie przebiegają tędy szlaki turystyczne, co z uwagi na położenie na terenie parku narodowego oznacza niedostępność dla turystów, jednak dolne partie zachodniego stoku (do 630 m n.p.m.) trawersuje droga asfaltowa Krośnica – Sromowce Wyżne.
Występuje tutaj m.in. oset pagórkowy i pszonak pieniński – bardzo rzadkie rośliny, w Polsce występujące tylko w Pieninach i to w nielicznych tylko miejscach, a także również rzadki storczyk dwulistnik muszy.